# Veevers-Krater

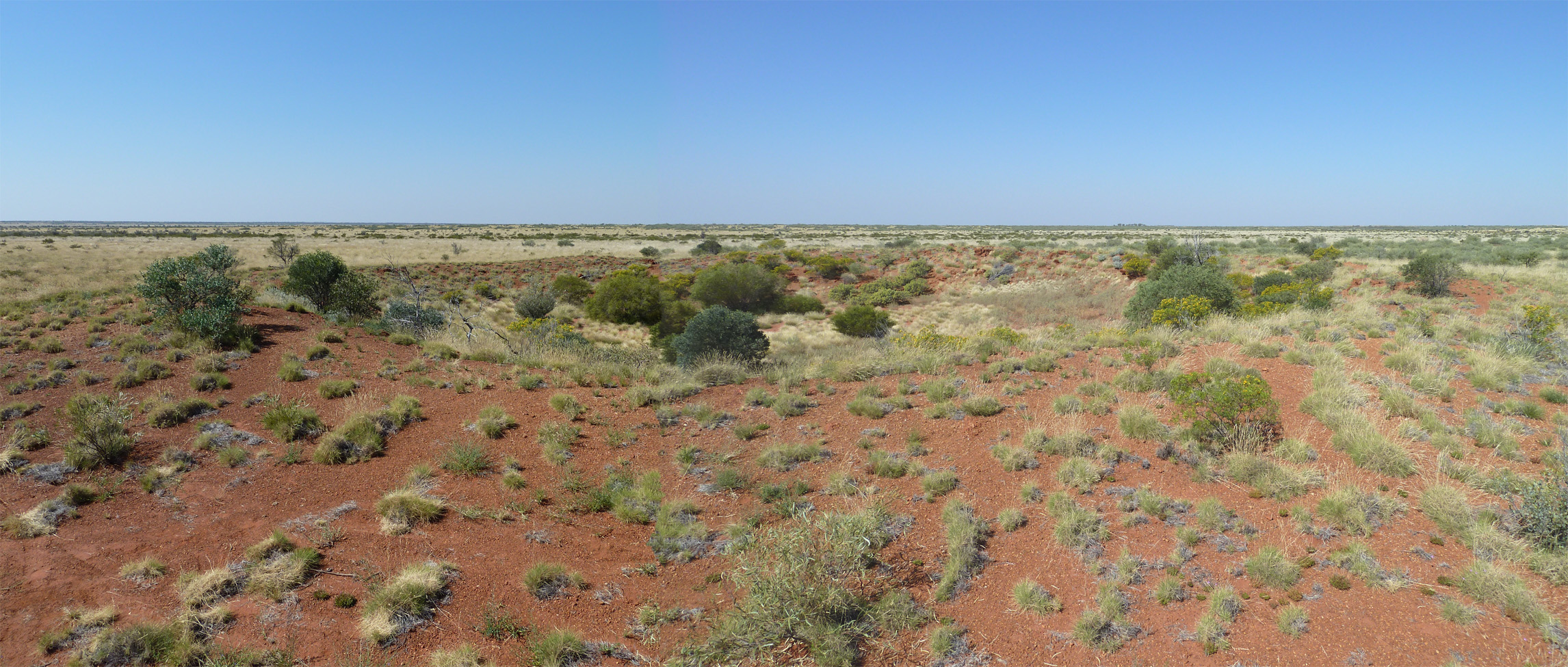
Veevers-Meteorit-Krater, August 2011

Der Veevers-Krater ist ein Einschlagkrater, der sich in dem flachen Wüstengebiet zwischen der Great Sandy Desert und der Gibson Desert in der Mitte von Western Australia in Australien befindet. Er wird als einer der am besten erhaltenen kleinen Meteoritenkrater der Erde bezeichnet.

## Entdeckung
Das Gebiet ist sehr abgelegen und schwer zu erreichen. Entdeckt wurde der Krater im Verlauf einer geologischen Expedition der Regierung zur Ehre des australischen Geologen John James Veevers im Juli 1975, der in diesem Gebiet bis in die 1950er Jahre arbeitete. Zur Zeit der Entdeckung konnte die geologische Erscheinung nicht als Meteoriteneinschlag wissenschaftlich bewiesen werden. Erst die Entdeckung von Fragmenten eines Eisenmeteoriten um den Krater durch Eugene und Carolyn Shoemaker im Jahre 1984 beseitigte jeden Zweifel.

## Beschreibung
Der Krater hat eine symmetrische bogenförmige Topografie und ist einer der am besten erhaltene kleinen Krater auf der Erde. Der 20 Meter weite Kranz erhebt sich etwa 1,5 Meter über die Ebene. Da der tiefste Punkt in der Mitte des Einschlags 7 Meter tiefer als der Rand des Kranzes liegt, hat der Krater einen Durchmesser von ungefähr 70 Meter. Aufgrund der vorgefundenen kosmischen Isotope konnte der Krater datiert werden: Er ist weniger als 20.000 Jahre alt, und wegen des tadellosen Erhaltungszustands des astrogeologischen Materials wird angenommen, dass er nicht einmal 4000 Jahre alt sein könnte.
Die Fragmente des Eisenmeteorits, die um den Krater gesammelt wurden, wurden als grobe Oktaedrite klassifiziert, die in der chemischen Klasse II eingeordnet wurden. Die Fragmente belegen durch ihre beträchtliche Einwirkungen, dass sie durch eine Einschlagexplosion entstanden sind. Es wird angenommen , dass der Meteorit ein Gewicht von 100 bis 1000 Tonnen hatte, vermutlich näher am oberen Wert. Seine Überreste sind nun als Fragmente im Krater, in Brekzien und im Auswurfmaterial verteilt.